# Mạch Liêu

Vị trí tại Vân Lâm

Mạch Liêu (tiếng Trung: 麥寮鄉; bính âm: Màiliáo Xiāng) là một hương (xã) của huyện Vân Lâm, tỉnh Đài Loan, Trung Hoa Dân Quốc (Đài Loan). Hương nằm ở ven biển, thuộc góc tây bắc của huyện và có địa hình bằng phẳng thuộc lưu vực sông Trạc Thủy. Tổng diện tích của Mạch Liêu là 80,1668 km², dân số vào tháng 8 năm 2011 là 38.228 người thuộc 12.773, mật độ cư trú đạt 476,9 người/km².